# Next Stop
Next Stop er fællesnavnet for en række fredspolitiske kampagner og initiativer fra 1985 og frem.

## Next Stop Nevada og Next Stop Sovjet
I begyndelsen af 1980'erne tog Danmarks Kommunistiske Ungdom initiativ til dannelsen af Unge for Fred, som var den kampagneorganisation for unge, der kom til at stå bag Next Stop Nevada og Next Stop Sovjet. Anledningen til dannelsen af Unge for fred var NATO's beslutning om udstationering af 572 atomraketter i Europa. Formålet var stop for udbredelsen og afprøvningen af atomvåben.
Next Stop-bevægelsen forsøgte at skabe nye organisationsformer for unge på venstrefløjen med rejsearrangementer. Next Stop Nevada var et projekt, hvor unge danskere blev sendt til Nevada for at protestere mod USA's fortsatte atomprøvesprængninger. Det startede i 1985 som følge af Sovjetunionens stop for atomprøvesprængninger og bl.a. inspireret af en amerikansk kampagne mod prøvesprængninger. I 1988-1989 blev projektet Next Stop Sovjet gennemført i samarbejde med Socialistisk Folkepartis Ungdom, hvor omkring 5.000 unge blev sendt til Sovjetunionen.

## Next Stop Serbien
En gruppe frivillige fra Mellemfolkeligt Samvirke, studerende, fagforeningsfolk, gamle Next Stop'ere og folk med særligt engagement i Balkan stiftede i 1999 fredsgruppen Next Stop Serbien. Ideen med projektet var at knytte serbiske og danske enkeltpersoner og grupper sammen på tværs af interesser f.eks. inden for sport og kultur. Formålet var at nedbryde fordomme og fjendebilleder, som var opstået i kølvandet på borgerkrigen i det tidligere Jugoslavien. Projektet fortsatte frem til 2004.

## Next Stop Danmark
Og i 2006 inviterede Next Stop Danmark en gruppe på 38 unge fra muslimske lande til en forsoningssightseeing ovenpå Muhammed-krisen.

## Navnet
Next Stop-navnet spiller dels på, at den første kampagne var en bustur gennem USA og dels på kravet om atomprøvestop. 